# Список умерших в 1350 году

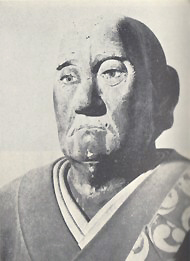
Акамацу Норимура

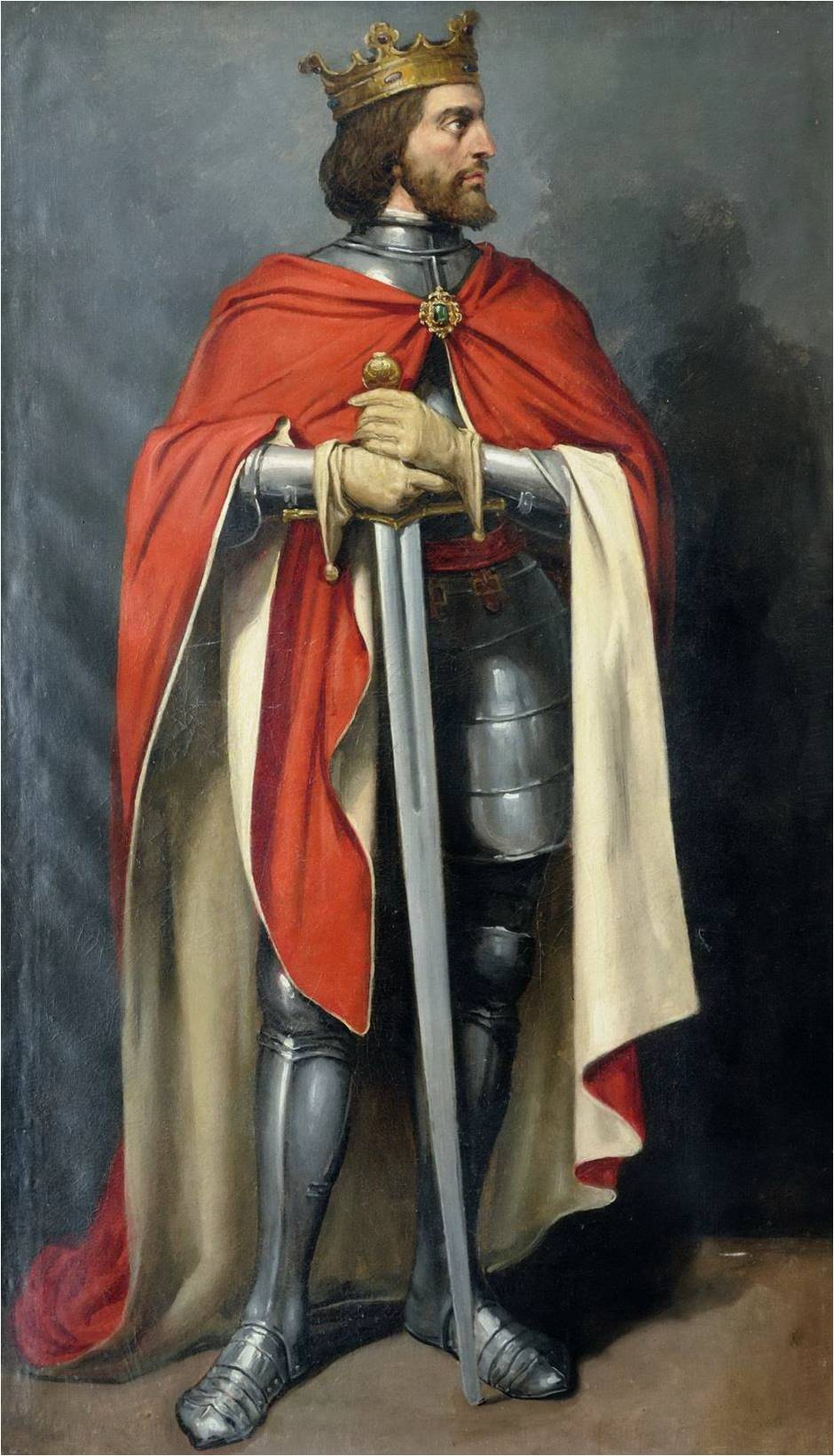
Альфонсо XI Справедливый

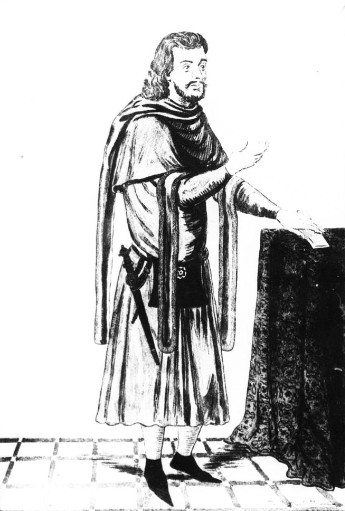
Эд IV Бургундский

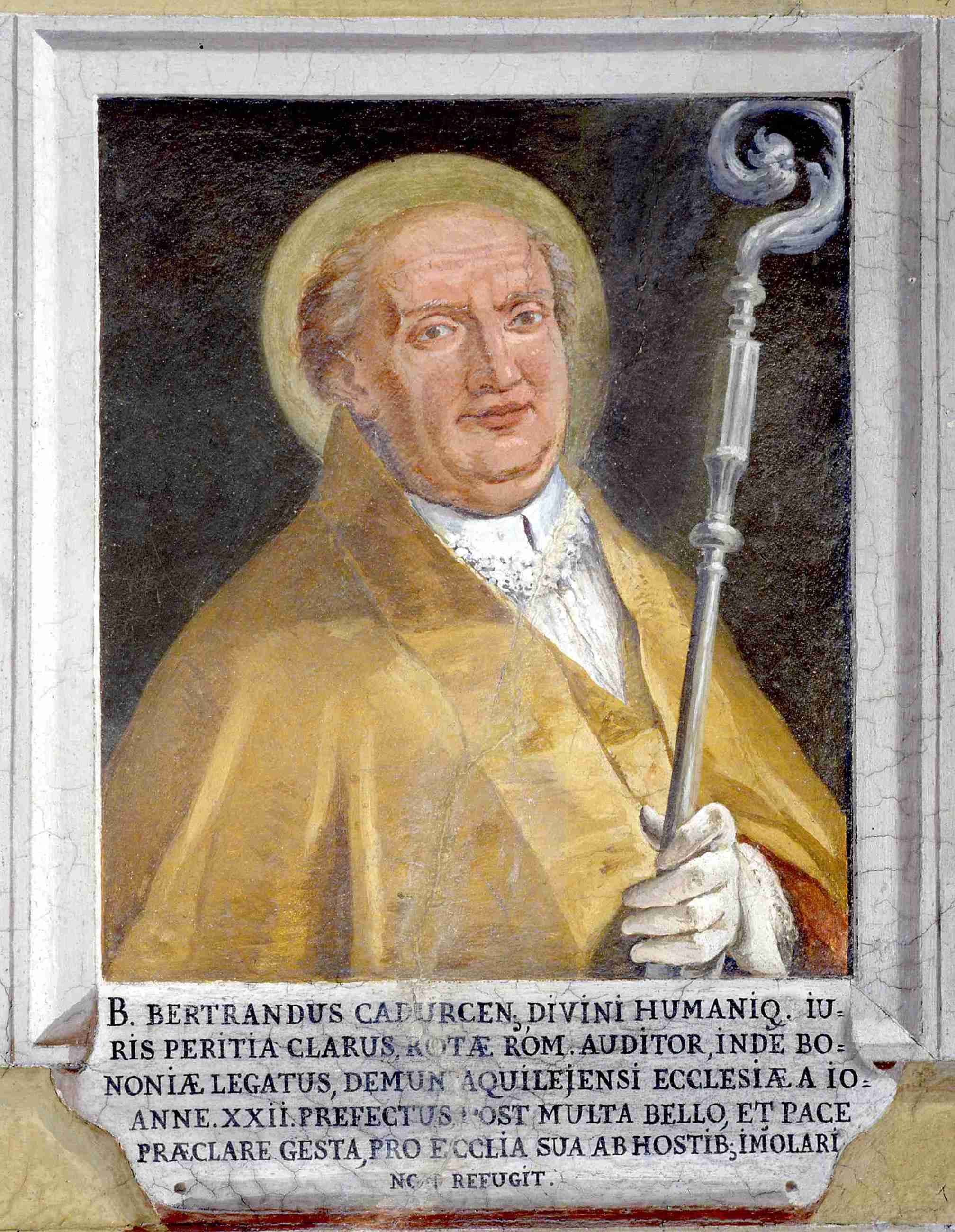
Бертрам из Сент-Генезиус

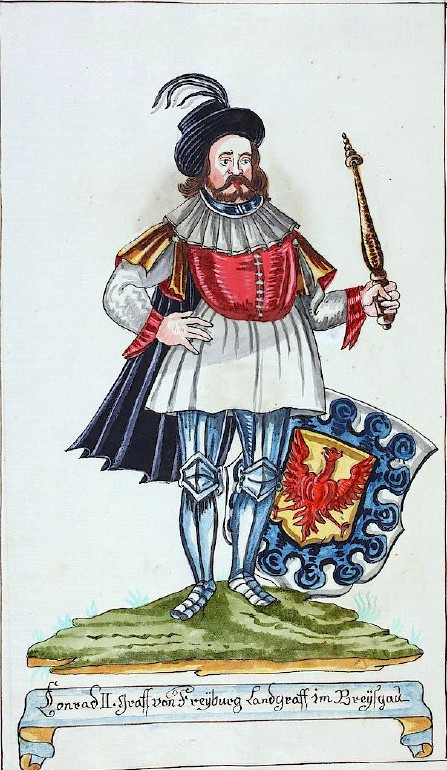
Конрад II

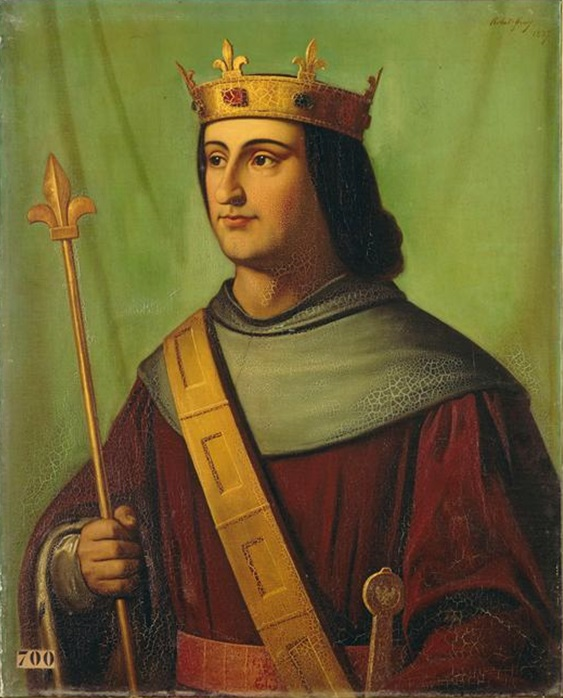
Филипп VI де Валуа

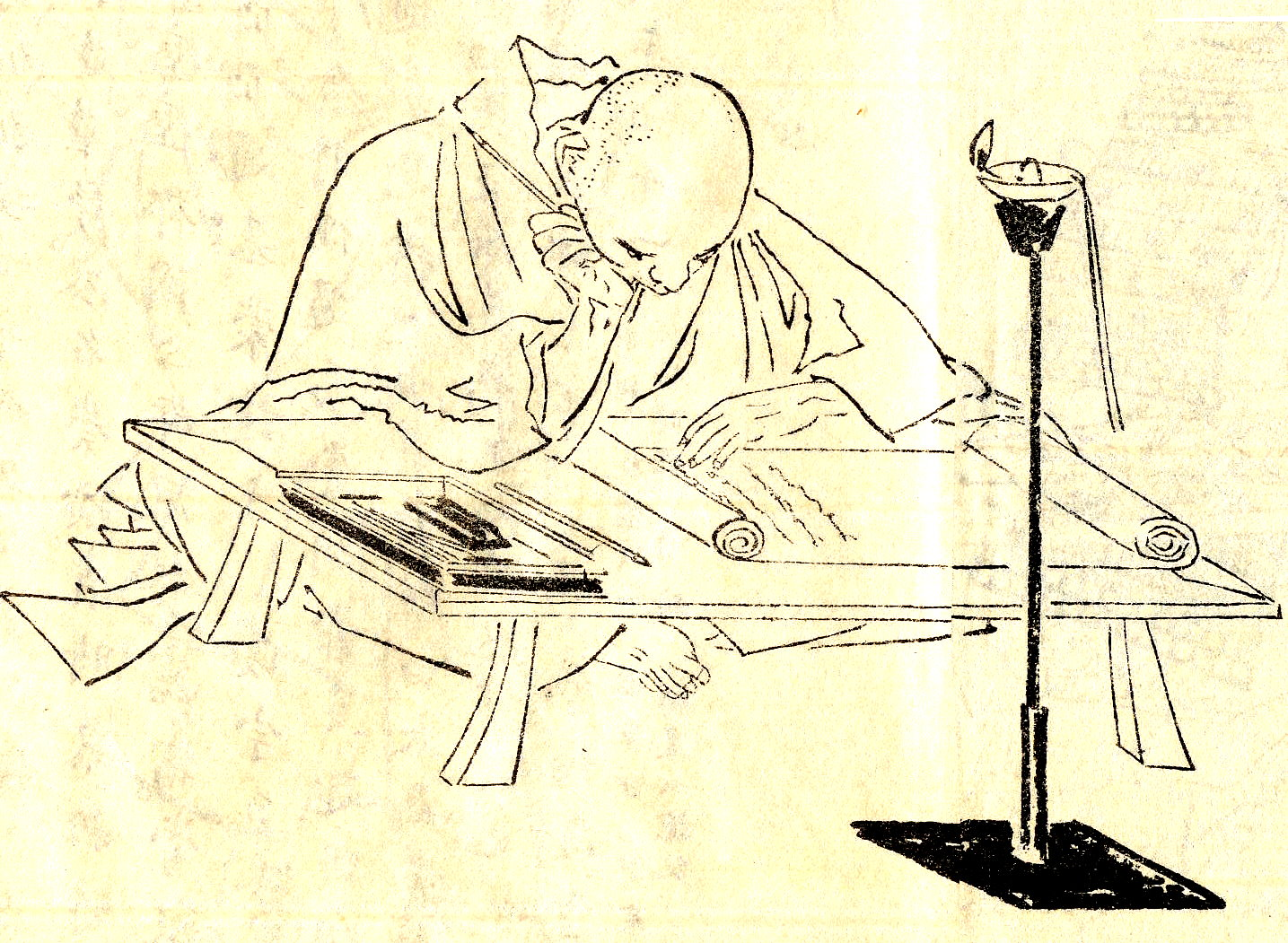
Ёсида Кэнко

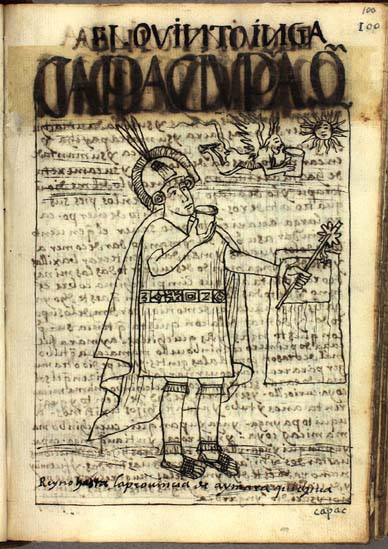
Капак Юпанки

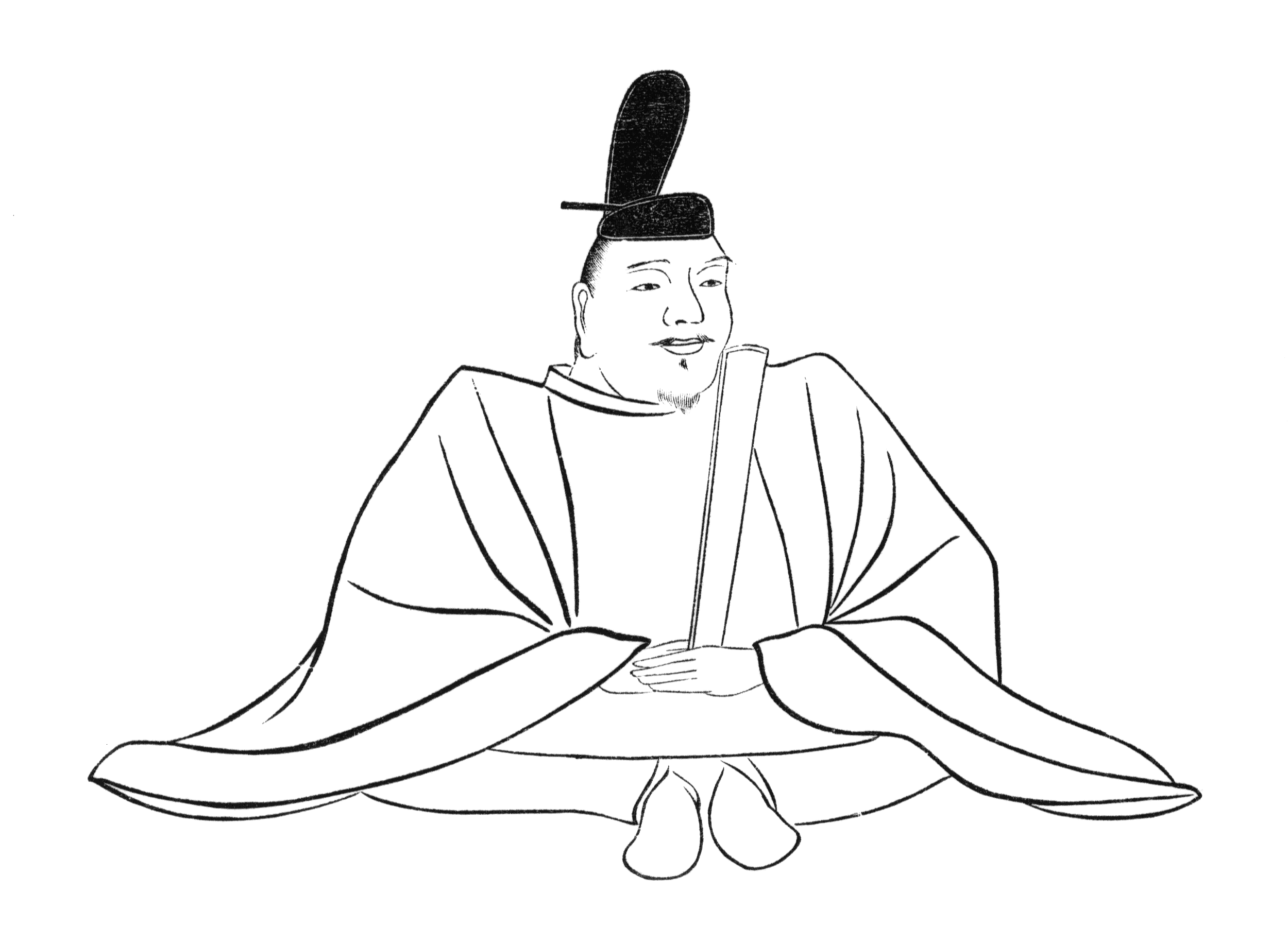
Огасавара Садамуне

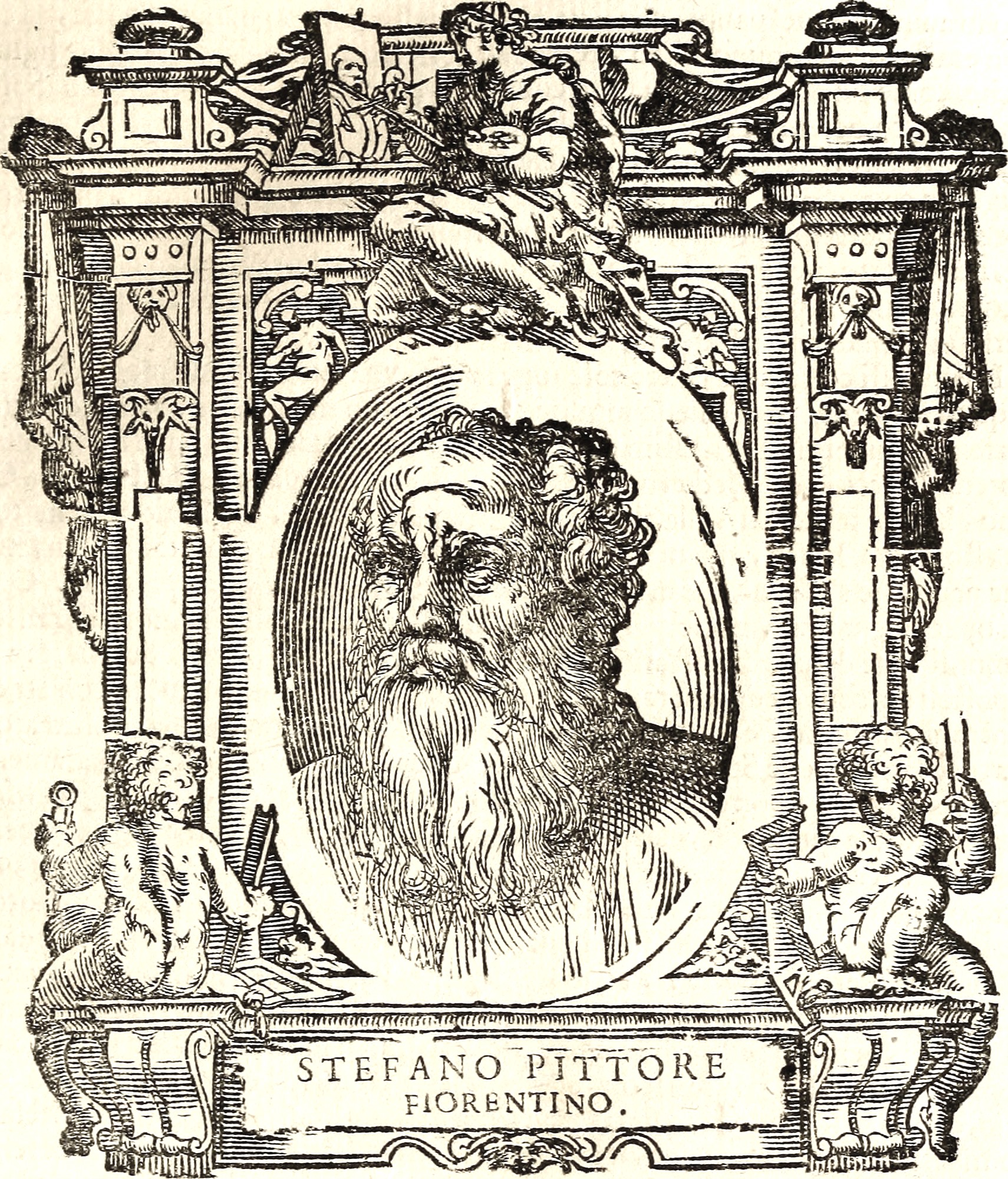
Стефано Фиорентино

В этой статье представлен список известных людей, умерших в 1350 году.
См. также: Категория:Умершие в 1350 году

## Январь
- 6 января — Джованни да Мурта — дож Генуи (1344—1350); умер от чумы
- Аделаида Хольштейн-Рендсбургская[англ.] — герцогиня-консорт Шлезвига (1313—1325), жена герцога Эрика II, мать короля Дании Вальдемара III

## Февраль
- 18 февраля — Акамацу Норимура — японский самурайский полководец периода южной и северной династий. Глава рода Акамацу.
- Исидор I Вухирас — Константинопольский патриарх (1347—1349/1350).

## Март
- 12 марта — Джироламо Жерардуччи[итал.] — итальянский святой римско-католической церкви
- 26 марта — Альфонсо XI Справедливый (38) — король Кастилии и Леона (1312—1350); умер от чумы.

## Апрель
- 3 апреля — Эд IV Бургундский — герцог Бургундии (1315—1350), пфальцграф Бургундии и граф Артуа (на правах жены) (1330—1347)

## Июнь
- 6 июня — Бертрам из Сент-Генезиус[англ.] — патриарх Аквилеи (1334—1350); убит. Святой римско-католической церкви.

## Июль
- 10 июля — Конрад II — граф Фрайбурга (1316—1350)
- 17 июля — Аннибалдо Каэтани де Чеккано[итал.] — архиепископ Неаполя (1326—1327), кардинал San Lorenzo in Lucina (1327—1350); отравлен.
- 30 июля — Жан I де Мелён, французский аристократ из дома Мелён, виконт де Мелён (1304—1359), сеньор де Танкарвиль (по правам жены) (1316—1350) и Монтрёй-Белле , великий камергер Франции (1318—1350).

## Август
- 7 августа:
  - Альберто из Сассоферрато[итал.] — святой римско-католической церкви, защитник от головной боли;
  - Бельтрамино Парравичини[итал.] — епископ Кьети (1336—1339), епископ Комо (1339—1340), епископ Болоньи (1340—1350).
- 22 августа — Филипп VI де Валуа — король Франции (1328—1350), последний граф Анжу (1299—1328), граф дю Мэн (1299—1328), граф де Валуа (1325—1328), регент Франции (1328), родоначальник династии Валуа на французском престоле.
- 23 августа — Иоганн Мул[нем.] — епископ Любека (1341—1350)
- 28 августа — Роберт де Феррерс (41) — 3-й барон Феррерс из Чартли (1324—1350).

## Сентябрь
- 16 сентября — Ибн Каййим аль-Джаузия (58) — мусульманский богослов, видный представитель ханбалитской школы мусульманского права.
- 21 сентября — Миль X де Нуайе — маршал Франции (с 1302).
- 22 сентября — Герхард V де Гольштейн-Плён[фр.] — граф Гольштейн-Плён (1323—1350)

## Ноябрь
- 19 ноября — Рауль II де Бриенн — граф д'Э (Рауль IV) и граф де Гин (Рауль III), коннетабль Франции (1344—1350); казнён по обвинению в измене.
- 23 ноября — Бернар д’Альби — французский кардинал-священник de S. Ciriaco alla Terme (1338—1349), кардинал-епископ Порто-Санта Руфина (1349—1350).
- 28 ноября — Хуан Нуньес II де Лара — сеньор де Лара (1315—1350), сеньор-консорт Бискайи (1334—1350), старший дворецкий короля (1345—1350).

## Декабрь
- 12 декабря — Кьасва I[англ.] — король Пиньи (1344—1350)
- 19 декабря — Якопо II да Каррара — капитан народа (правитель) Падуи (1345—1350); убит.
- 26 декабря — Жан де Мариньи, французский священнослужитель, епископ Бове (1313—1347) и архиепископ Руана (1347—1350).
- Жанна де Эно[англ.] — графиня Суассона (1344—1350), графиня-консорт Блуа (1342—1346), как жена графа Людовика I де Блуа-Шатильон, маркграфиня-консорт Намюра (1348—1350), как жена маркграфа Гильома I; умерла от чумы

## Дата неизвестна или требует уточнения
- Абуль-Аббас Ахмад I аль-Фадль, пятнадцатый правитель государства Хафсидов в Ифрикии (1349-1350), четырнадцатый халиф Хафсидов.
- Липпо II Алидози, подеста Болоньи (1334—1335), сеньор Имолы (1334—1359).
- Ахмет Караман[англ.] — бей Карамана (?—1350); погиб в битве с монголами
- Беатриче ди Бар — дочь графа Бара Эдуарда I, сеньора-консорт Мантуи (1340—1350), жена Гвидо Гонзага
- Бернар VI де Морёй[фр.] — маршал Франции (с 1322 года)
- Ульрих Бонер — немецкоязычный писатель, баснописец. Автор сборника басен «Драгоценный камень», первой книги, напечатанной на немецком языке (1461) Дата смерти предположительна.
- Джанабай[англ.] — китайский путешественник
- Ванг Даюань[англ.] — индийская маратхская поэтесса
- Джйотиришвар Тхакур[англ.] — индийский поэт и писатель
- Джон Актон[англ.] — английский юрист
- Томас Дэгуорт — английский рыцарь и солдат, который возглавлял английские армии в Бретани во время Столетней войны, победитель в битве при Ла Рош-Дерьен (1347); убит бретонцами.
- Ёсида Кэнко — японский писатель и поэт, автор дзуйхицу (эссе) «Записки от скуки», «один из четырёх небесных поэтов»
- Жауме д’Аграмунт[англ.] — каталонский врач и писатель, специалист по лечению чумы; умер от чумы.
- Капак Юпанки — правитель инков (1320—1350); отравлен женой.
- Мак Динь Чи[англ.] — вьетнамский конфуцианский учёный
- Маргарита де Суассон — графиня Суассон (1306—1350)
- Маргарита д’Эврё — дочь графа Эврё Людовика д’Эврё, графиня-консорт Оверни и Булони (1325—1332), как жена графа Гильома XII.
- Намдев, индийский поэт.
- Нахшаби — индийский врач и писатель персидского происхождения. Автор философских и медицинских трактатов, особенно известен сборником новелл «Книга попугая» («Тути-наме»).
- Огасавара Садамуне[англ.] — японский дворянин, один из создателей Огасавара-рю
- Пьер де Бенуа[фр.] — епископ Байё (1347—1350).
- Пьеро Магистр, итальянский композитор.
- Пьетро да Римини — итальянский художник (дата смерти предположительна).
- Раббену Ерухам[англ.] — раввин и талмудист
- Роже Бернар I де Фуа-Кастельбон — виконт де Кастельбон и де Сердань (1315—1350), сеньор де Монкада и барон де Кастельви-де-Росанес (1319—1350), родоначальник Кастельбонской ветви дома де Фуа-Каркассон.
- Хуан Руис — испанский поэт.
- Стефано Фьорентино — итальянский художник, отец Джоттино.
- Стивен Деверё из Боденхема и Бургхопа[англ.] — английский дворянин, предок по прямой линии графов Эссекс и виконтов Херефорд
- Уильям де Дин[англ.] — епископ Абердина (1344—1350)
- Уильям О Дубда[англ.] — епископ Киллалы (1346—1350)